# Georg Friedrich Kliffmüller
Georg Friedrich Kliffmüller (* 25. Mai 1803 in Berich; † 26. Januar 1869 ebenda) war ein deutscher Erbpächter und Politiker.
Kliffmüller war der Sohn des Erbpächters Johann Konrad Kliffmüller (1766–1829) und dessen Ehefrau Johannette Elisabeth, geborene Höhle aus Waldeck (1779–1854). Er heiratete in erster Ehe 1826 Marie Friederike Bock. Am 14. Juni 1840 heiratete er in zweiter Ehe in Berich Johanne Marie Friederike Christiane Dietzel (1808–1863). Er war Erbpächter und Bürgermeister in Berich. 1851 bis 1852 war er für den III. Wahlkreis Abgeordneter im Landtag des Fürstentums Waldeck-Pyrmont. 